# Tramadol
El tramadol és un analgèsic de tipus opioide que alleuja el dolor actuant sobre cèl·lules nervioses específiques de la medul·la espinal i del cervell.
Té un comportament atípic en comparació amb altres opioides, per exemple la morfina. En gran part el seu efecte es deu a l'acció en el sistema de neurotransmissors, ja que allibera serotonina i inhibeix la recaptació de norepinefrina.

## Farmacocinètica
Després de l'administració oral de tramadol s'absorbeix més d'un 90% de la dosi, independentment de la ingestió simultània d'aliments. La biodisponibilitat és aproximadament del 70%. El tramadol fa efecte de primer pas, en aproximadament un 30% de la dosi administrada.
Tramadol posseeix una elevada afinitat tissular, amb una unió a les proteïnes plasmàtiques del 20%. La concentració plasmàtica màxima s'obté cinc hores després de l'administració.
Tramadol travessa les barreres hematoencefàlica i placentària i en uns percentatges mínims (<0,2%) passa a la llet materna.
Independentment de la manera d'administració, la semivida és aproximadament de sis hores.
La metabolització de tramadol té lloc en el fetge, a través de les isoenzimes CYP3A4 i CYP2D6. Sofreix processos d'O-desmetilació i N-desmetilació així com per la conjugació dels derivats O-desmetilats ucurónic. Únicament l'O-desmetiltramadol és farmacològicament actiu. Existeixen considerables diferències quantitatives interindividuals entre els altres metabòlits. Fins ara s'han identificat 11 metabòlits en l'orina. Els estudis realitzats en animals han demostrat que O-desmetiltramadol és entre 2 i 4 vegades més potent que la substància d'origen.
Tramadol i els seus metabòlits s'eliminen gairebé completament per via renal (90%).
El perfil farmacocinétic de tramadol és lineal dins del marge de dosatge terapèutic. La relació entre les concentracions sèriques i l'efecte analgèsic és dosi-depenent.

## Farmacodinàmica

### Mecanisme d'acció
És un agonista pur, no selectiu sobre els receptors opioides µ, δ i κ, amb major afinitat pels receptors µ. Altres mecanismes que contribueixen al seu efecte analgèsic són la inhibició de la recaptació neuronal de noradrenalina, així com la intensificació de l'alliberament de serotonina.
La potència del tramadol és 1/10 - 1/6 la de la morfina.

## Ús clínic

### Indicacions
Tractament del dolor d'intensitat de moderada a severa tan agut com crònic Usat també per alleujar lumbàlgies.

### Posologia

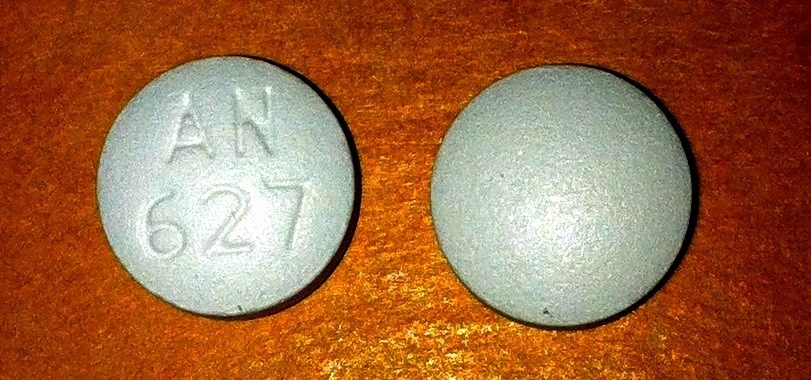
Comprimits de tramadol

En individus majors de 12 anys les dosis seran:
- Via oral, en forma d'alliberació immediata: La dosi inicial serà de 50-100 mg i la de manteniment de 50- 100 mg cada 6-8 hores.
- Via oral, en forma d'alliberació retardada administrades cada 12 hores: La dosi serà 50-200 mg .
- Via oral en forma d'alliberació retardada administrada cada 24 hores: La dosi inicial serà de 100-200 mg cada 24 hores. En aquest cas, si el dolor no desapareix es pot incrementar la dosi fins a 400 mg al dia.
- Via rectal: La dosi inicial serà de 100 mg i la de manteniment de 100 mg cada 6-8 hores.
- La dosi màxima per totes les vies és de 400 mg/dia
- En individus menors de 12 anys no està recomanat. Només es pot utilitzar per via parenteral en dosis úniques d'1-2 mg/kg del nen.[5]

### Efectes Secundaris
El tramadol té tota una sèrie d'efectes secundaris, alguns més freqüents que altres, que poden alterar l'estat de salut dels individus. Els efectes secundaris d'aquest fàrmac més freqüents són: mareig, somnolència, debilitat, cefalea, tensió muscular, canvis en l'estat d'ànim, nàusees, vòmits, diarrees, boca seca, sudoració, etc. També, hi ha altres efectes secundaris menys freqüents com: hipotensió postural, dolor toràcic, palpitacions, tremolors, depressió, ansietat, etc. Finalment, trobem aquells efectes secundaris rars com: Anèmia, trombocitopènia, pancreatitis, parestèsia, etc.

### Contraindicacions
Com tot fàrmac, el tramadol, té tota una sèrie de contraindicacions que s'han de conèixer per evitar complicacions. Aquestes contraindicacions són: 
- Hipersensibilitat al principi actiu.
- Insuficiència respiratòria greu
- Epilèpsia no controlada amb tractament
- Tractament amb IMAO o 2 setmanes posteriors a la seva finalització.
- Tractament actiu amb Linezolid.
- Intoxicació aguda amb hipnòtics, analgèsics centrals, opioides, etc.[9][5][8]

### Precaucions

#### Insuficiència hepàtica(IH)
Cal anar amb compte amb aquells individus que han estat diagnosticats d'insuficiència hepàtica severa, està contraindicat l'administració de tramadol. En el cas d'IH moderada es pot administrar però allargant els períodes de dosificació.

#### Insuficiència renal(IR)
En el cas d'individus diagnosticats d'IR severa, igual que en la insuficiència hepàtica, també està contraindicat l'administració de tramadol. S'han d'allargar els períodes de dosificació del fàrmac.

#### Embaràs i tramadol
Actualment, està demostrat que el tramadol té la capacitat de travessar la barrera placentària. Aquest només s'utilitzarà durant l'embaràs quan els beneficis siguin superiors als possibles efectes sobre el nadó o quan sigui clarament necessari.

#### Lactància i tramadol
Durant el període de lactància s'ha d'evitar la utilització del tramadol, ja que s'excreta a la llet.